# 斑尾山
斑尾山（まだらおやま、まだらおさん）は、長野県飯山市・信濃町との境にある、標高1382mの火山。北信五岳のひとつ。約70万年前から51万年前にかけて活動した。

## 概要
北信五岳の中で標高が一番低く、飯綱山(1,917m)、戸隠山(1,904m)、黒姫山(2,053m)、妙高山(2,454m)と比べても斑尾山は際立って低いにもかかわらず、北信五岳の一つとなっている。これは５つの山を中野市周辺から眺めた場合、一番近い斑尾山が他の山とあたかも同じような高さで見えるためである。頂上には、薬師如来を祭った祠があり、祠の中には13体の如来像が祀られている。像は祠から出すことができるが、一旦出してしまうと、一体だけ収めることが難しくなる。伝承によると、この像を出し入れすると雨が降るとされる。
ナウマンゾウの化石で有名な野尻湖は、斑尾山の噴出物により川がせき止められて形成されたとの説もある。
斑尾山のふもとの斑尾高原には斑尾高原スキー場やタングラムスキーサーカスがある。

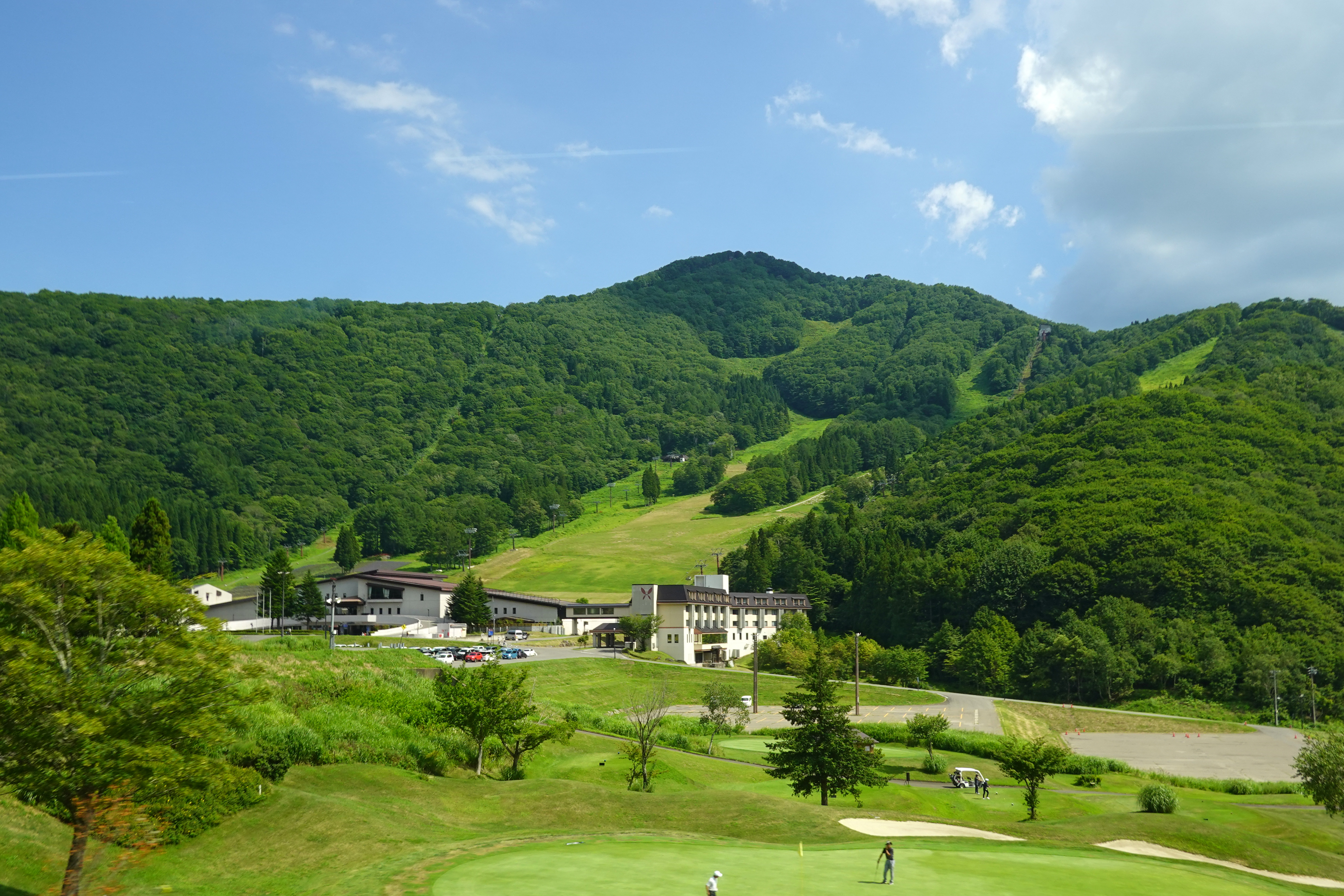
北麓のタングラム
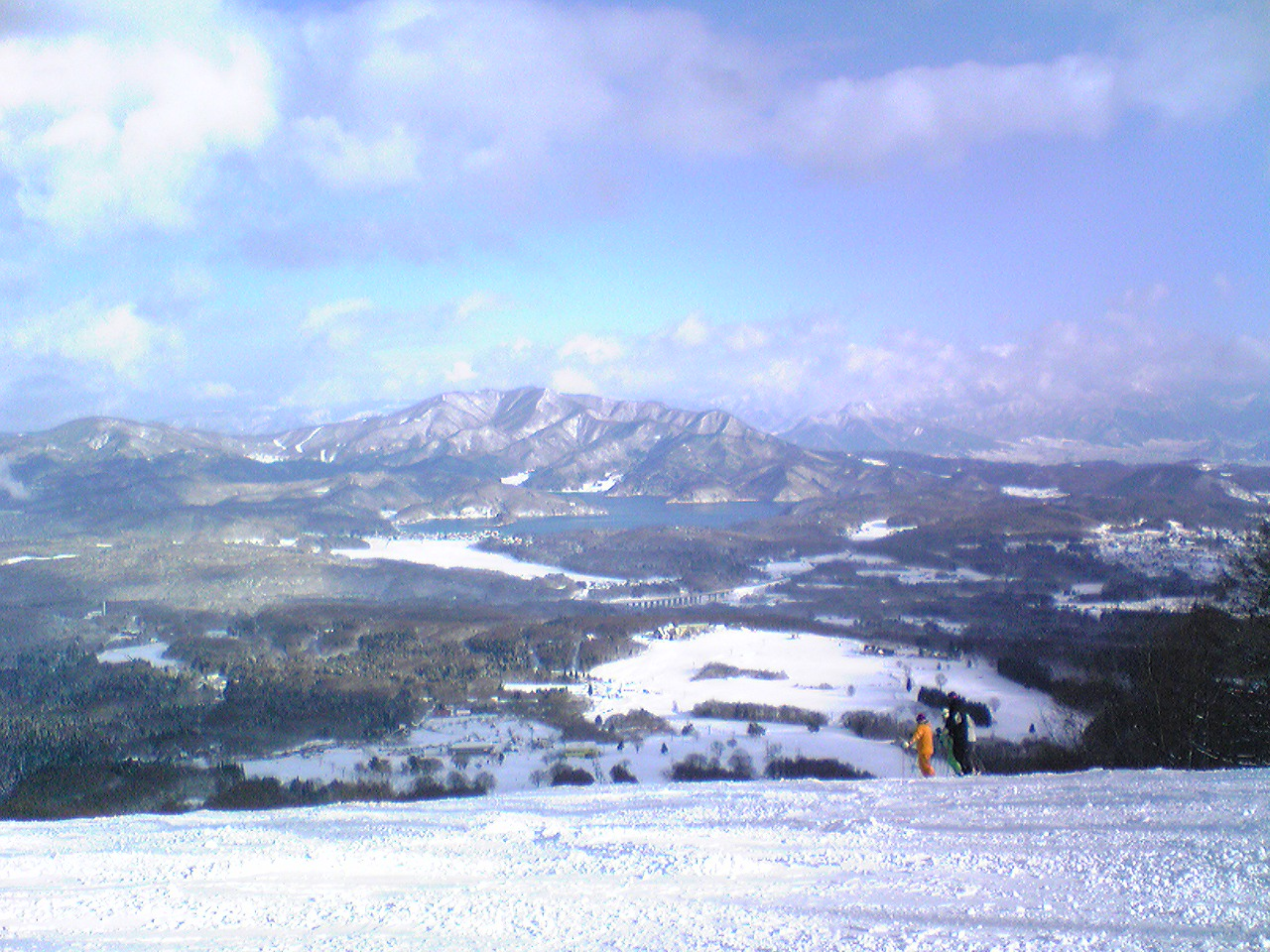
西の黒姫山から見た斑尾山
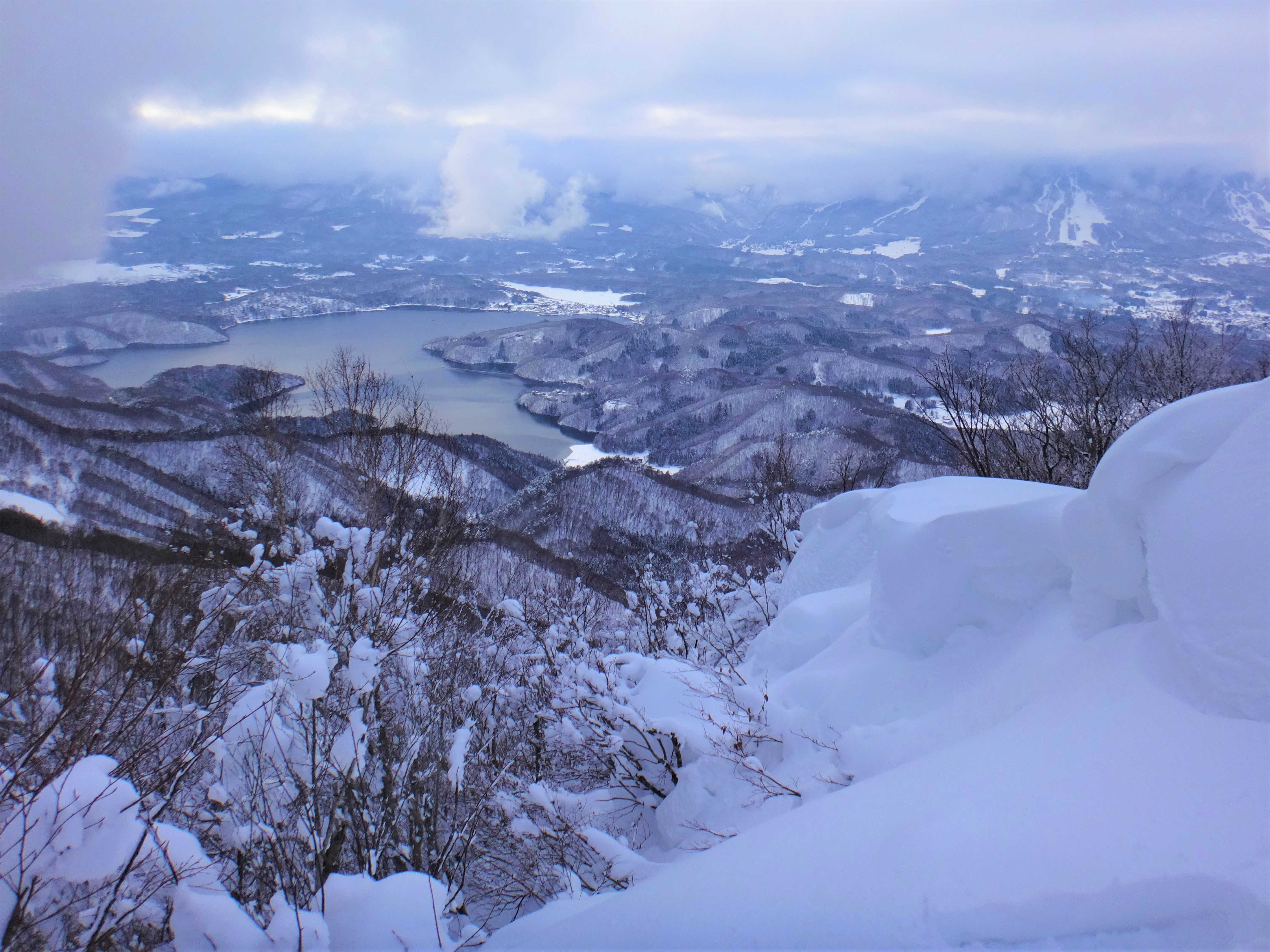
斑尾山から見た野尻湖
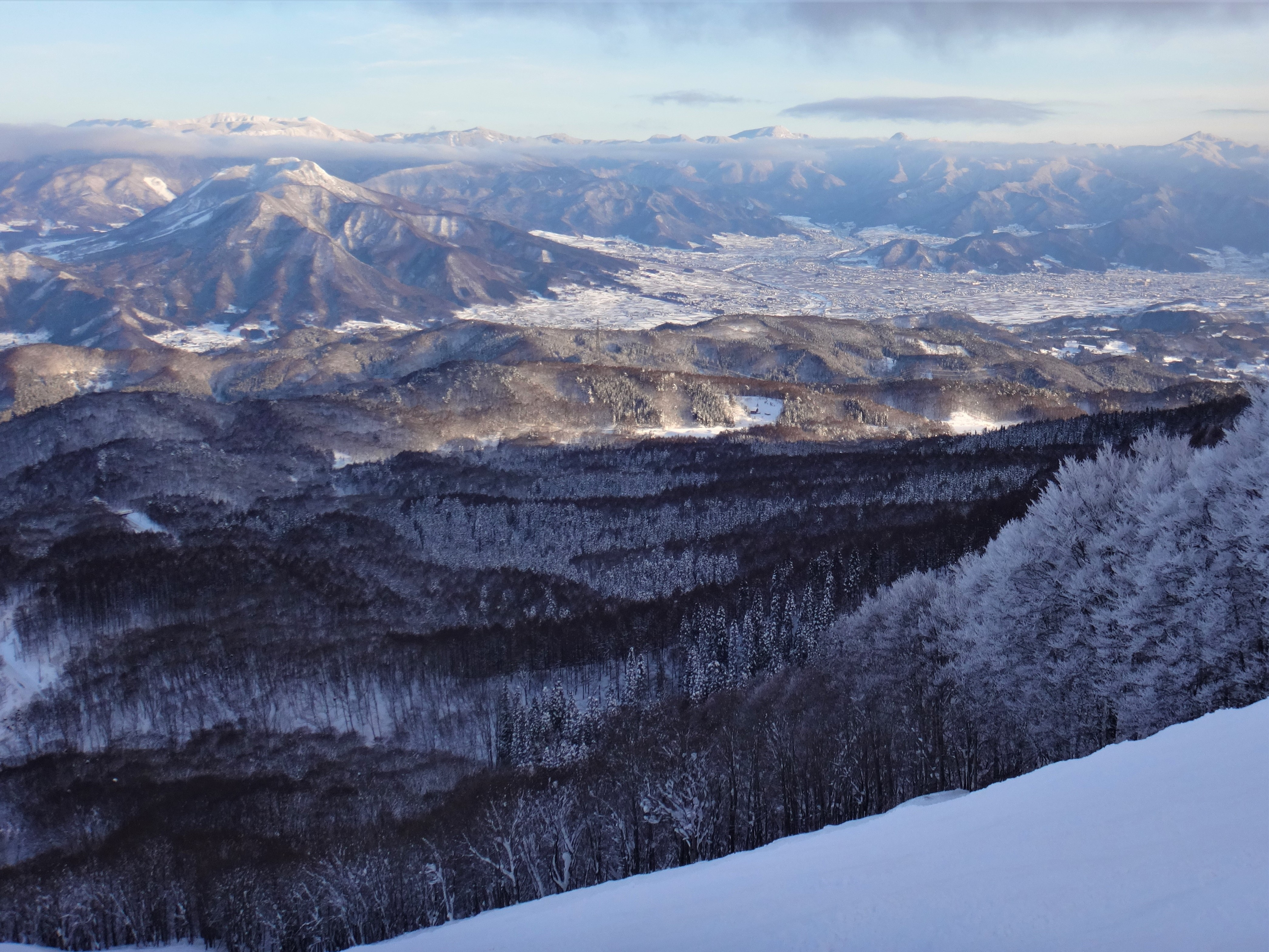
高社山(左前)･岩菅山(左奥)･中野市街(右前)･横手山･笠ヶ岳(右奥)

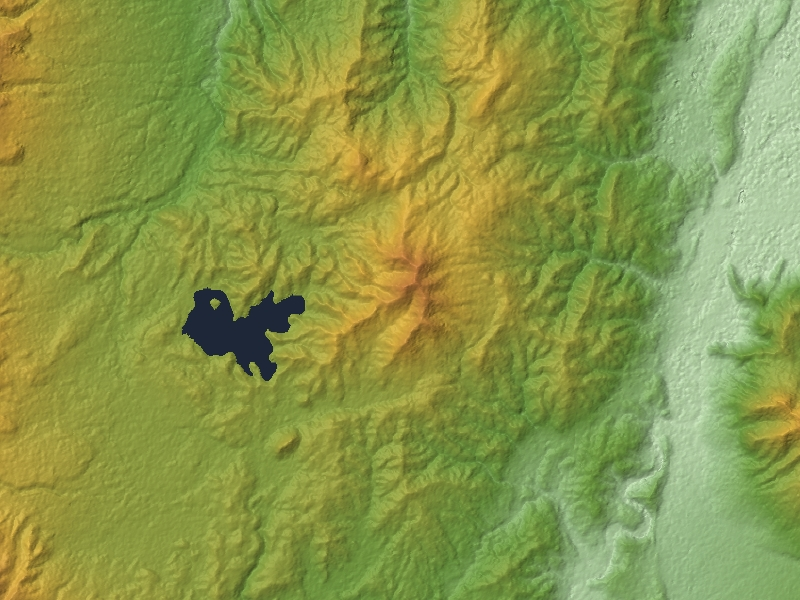
斑尾火山の地形図

## 唱歌
文部省唱歌「ふるさと」に歌われている「うさぎ追いしかの山」は、この斑尾山をさし、「こぶな釣りしかの川」は斑尾川を指しているという説がある（異説あり）。